# Principio federativo
El principio federativo o federalismo social es un concepto desarrollado por el anarquista francés Pierre-Joseph Proudhon en el libro homónimo de 1863. Un tratado sobre la unión de comunidades autogobernadas y soberanías a través de diferentes niveles de federaciones y confederaciones locales, comarcales, regionales o nacionales de tal manera que el poder político se distribuye y fluye de lo particular hacia lo general, es decir, de la base que es la comuna a la confederación máxima con el propósito de evitar el centralismo de poderes. 
A nivel contractual, es un pacto que, al ser aceptado libremente, ha de mantener por necesidad dos condiciones:
- Que se cede solo la parte que se considera conveniente para el buen desarrollo de la federación.
- Indudablemente, si se cumple la primera condición, se tenderá a conservar en el pacto un margen que permita al individuo o comunidad que lo acepta a vivir tan libre como quiera, y este grado de libertad siempre será superior a las obligaciones contraídas.[cita requerida]

Es una propuesta de sistema de relaciones en el que los individuos se asocian libremente con otros para llevar en común las tareas que crean necesarias de una manera mejor, reservándose como hemos dicho un margen de libertad. En este sistema cada uno decide por igual las actuaciones

## La primera traducción
El filósofo francés Alejo Peyret, emigrado al Río de la Plata en 1852, realiza la primera traducción al español de la obra de Proudhon. La publica en el periódico "El Uruguay", de Concepción del Uruguay (Entre Ríos), entre octubre de 1864 y diciembre de ese mismo año.
Peyret además incluye en su traducción numerosas notas en las que trata de mostrar la relevancia que esta obra de Proudhon podía tener en "la solución del problema que se está buscando hace medio siglo, y que reside en establecer la armonización de la individualidad con la nacionalidad, de la autonomía provincial con la soberanía nacional, en una palabra de la libertad con la autoridad", como escribe en la primera entrega. 

## El municipio asambleario en la política federativa
La comuna o municipio es en la teoría anarquista la jurisdicción o unidad de población organizada que se une a otras unidades de población a través del principio federativo. Bajo este modelo el Estado se reemplazaría por un orden federativo popular de abajo arriba fundamentado en la unión libre de productores y en una «administración simple de asuntos comunes».
Los integrantes de cada unidad toman sus decisiones administrativas, económicas, etc. y construyen las características particulares de sus estructuras organizativas bajo las que se dirigirá dicho distrito. Sus mecanismos varían entre la asociación voluntaria y la democracia directa.
No es solamente la organización política la que es federativa en el programa de Proudhon, sino que cada aspecto de la sociedad se basa en este principio o concepto, pasando a una forma de organización asamblearia incluyendo la producción. Es por ello que también se llama a este tipo de federalismo, federalismo social. Los anarquistas, en su tipo o sistema de organización y en el nombre de sus organizaciones responden a este tipo de federalismo que supone el fin del Estado y su substitución por un sistema de federaciones capaces de dar respuesta y solución a las cuestiones sociales, cuya última unidad la constituye el individuo. 
Sin adoptar este nombre, Francesc Pi i Margall desarrolló en su obra La reacción y la revolución de 1854 ideas similares que inciden en un federalismo social.